# 김세영 (바둑 기사)
김세영(金世英, 1980년 10월 6일 ~ )은 대한민국의 아마추어 바둑 기사이다.  국내 아마추어대회에서만 여류대회 10회 이상 우승하며 아마여류바둑계의 최강자이며, 명지대학교 바둑학과에서 학사와 석사 학위를 받았고, 인하대학교 대학원 체육학과에서 스포츠심리학을 전공하며 이번 논문을 통해 박사학위를 받았으며, 명지대학교 바둑학과에 출강하며 바둑심리기술(전공)과 인간심리의 이해(교양) 등을 강의하고 있다.

## 약력
- 1995년 쌍용배 바둑여왕전 준우승(준여왕)
- 1996년 제23회 아마여류국수전 준우승
- 1998년 제25회 아마여류국수전 우승
- 2001년 21회 한국여성바둑연맹회장배 우승
- 2003년 제30회 아마여류국수전 우승
- 2017년 전국체전 여성일반부 동메달